# Байрам Положани
Байрам Положани (на албански: Bajram Polozhani, на македонска литературна норма: Бајрам Положани) е виден юрист от Северна Македония, член на Конституционния съд на страната от 2003 до 2007 година.

## Биография
Роден е на 16 юли 1950 година в стружкото село Мороища, тогава във Федерална народна република Югославия. По произход е албанец. Завършва основно образование и гимназия в 1969 година в Мороища. В 1974 година завършва Юридическия факултет на Прищинския университет и до 1990 година работи като научен работник, съветник и помощник на секретар (министър), подсекретар в ресорите за законодателство. В 1984 година полага съдийски изпит. В 1986 година защитава магистърска теза в Прищинския университет, а в 2002 година пак там и докторска дисертация по конституционно-правни науки. В 1991 – 1996 година се занимава с адвокатство. В 1998 – 2001 година е заместник-министър на правосъдието на Република Македония, а по-късно републикански съветник в министерството, подпредседател на Съвета за криптозащита към правителствмото и член на Правния съвет на правителството. Член е на много комисии за подготовка на закони в правителството.
От март 2002 година до 30 май 2003 година е доцент в Университета на Югоизточна Европа в Тетово.
Избран е за съдия в Конституционния съд на Република Македония на 31 май 2003 година и остава конституционен съдия до 2007 година.